# Нелюбовка (Калузька область)
Нелюбовка (рос. Нелюбовка) — присілок в Козельському районі Калузької області Російської Федерації.
Населення становить 18 осіб. Входить до складу муніципального утворення Присілок Подборки.

## Історія
Від 2004 року входить до складу муніципального утворення Присілок Подборки.

## Населення
| 2002 | 2010 |
| ---- | ---- |
| 31   | ↘18  |